# Hackers (phim)

## Diễn viên
- Jonny Lee Miller vai Dade Murphy biệt danh Crash Override hay Zero Cool
- Angelina Jolie vai Kate Libby biệt danh Acid Burn
- Renoly Santiago vai Ramόn Sánchez biệt danh The Phantom Phreak
- Matthew Lillard vai Emmanuel Goldstein biệt danh Cereal Killer
- Laurence Mason vai Paul Cook biệt danh Lord Nikon
- Jesse Bradford vai Joey Pardella
- Fisher Stevens vai Eugene Belford biệt danh The Plague
- Lorraine Bracco vai Margo
- Alberta Watson vai Lauren Murphy
- Penn Jillette vai Hal
- Wendell Pierce vai Richard Gill, Mật vụ Hoa Kỳ
- Marc Anthony vai Ray, Mật vụ Hoa Kỳ
- Michael Gaston vai Bob, Mật vụ Hoa Kỳ
- Felicity Huffman vai Prosecuting Attorney
- Darren Lee vai Razor
- Peter Y. Kim vai Blade
- Max Ligosh vai Young Dade Murphy